# Karl Magnus Lundberg
Karl Magnus Lundberg, född 11 april 1817 i Helsingborg, Malmöhus län, död 3 oktober 1873 i Sankt Nikolai församling, Stockholm, var en svensk affärsman.
Efter att ursprungligen öppnat affär i Nyköping 1843 för försäljning av garner från Hargs bomullsspinneri grundade Lundberg 1851 en filial i Stockholm i det Bergstrahlska huset på Stora Nygatan 2. Så småningom kom butiken att växa till en betydande affärsrörelse med försäljning av bland annat garner, tyger och papper. Efter hans död övertogs verksamheten av sonen Karl L. Lundberg som öppnade flera filialer och dessutom upprättade verkstäder för egen tillverkning av olika heminredningsartiklar.